# التهاب الصفاق بالعقي

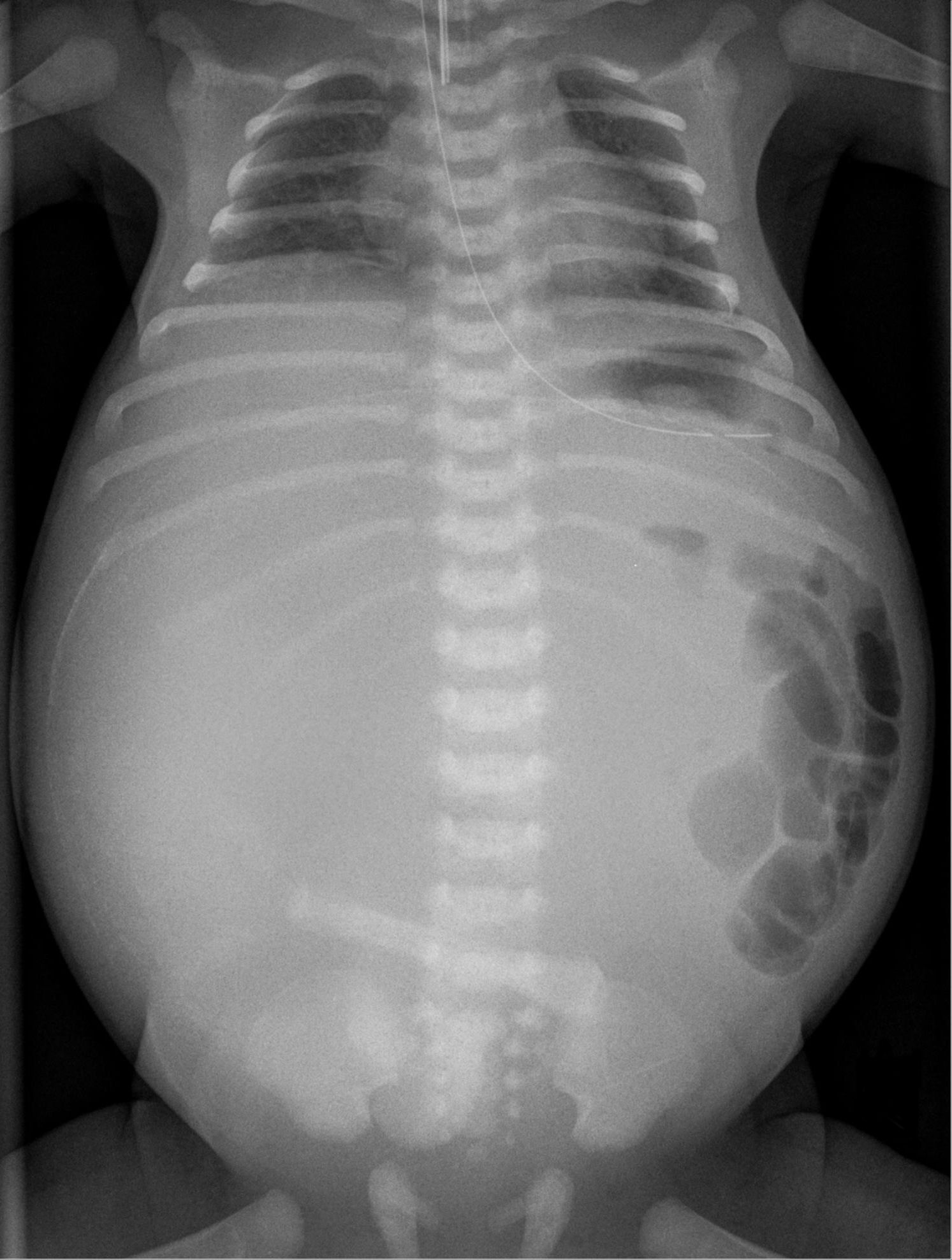
أشعة سينية لطفل حديث الولادة تُظهر تكيس العقي الكاذب الناتج عن ثقب الأمعاء. كان السبب في هذه الحالة هو رتق محطة الدقاق. هناك حافة من التكلس محيطة بتكيس كاذب كبير، الأمر الذي يحول الأجزاء المعوية الأخرى إلى الخارج.

التهاب الصفاق بالعقي (بالانجليزية:Meconium Peritonitis) يشير التهاب الصفاق بالعقي إلى التهاب الصفاق الكيميائي المُعقّم بسبب انثقاب الأمعاء داخل الرحم قبل الولادة، والذي يؤدي إلى تسرُّب براز الجنين (العقي) إلى التجويف البريتوني المحيط مما يؤدي إلى التهاب الصفاق. وهو سبب شائع للتكلس البريتوني. على الرغم من تمزق الأمعاء، يُولد العديد من الأطفال بعد التهاب الصفاق بالعقي في الرحم بأمعاء طبيعية. ويكون الأطفال الذين يعانون من التليف الكيسي في خطر متزايد للإصابة بالتهاب الصفاق بالعقي.

## الأسباب
الأسباب الأكثر شيوعًا لالتهاب الصفاق بالعقي هي نقص التروية للأمعاء الدقيقة المرتبط بالانسداد (رتق، الانغلاف، رتج ميكل وفتق داخلي). هذه الأسباب مسؤولة عن 50٪ من حالات التهاب الصفاق بالعقي. ويمكن أيضًا أن يكون السبب عدوى فيروسية (الفيروس المضخم للخلايا، أو B19 فيروس البارفو). يعد علوص العقي مسؤولًا عن أقل من 25٪ من حالات التهاب الصفاق بالعقي.

## مسار المرض
يُعتقد أن المسببات المرضية تكون نتيجة لتفاعل كيميائي ناتج عن ثقب الأمعاء في الرحم نتيجة لانسداد الأمعاء، مثل الرتق أو علوص العقي. تؤدي الاستجابة الالتهابية الثانوية  إلى الاستسقاء، التليف، التكلُّس وتكوين الكيس في بعض الأحيان. عادة مايلتئم الثقب وتصبح الأمعاء سليمة عند الولادة. ويتكلَّس العقي داخل التجويف البريتوني، وأحيانًا في غضون 24 ساعة.

### التصنيف
تم التعرف على أربعة أنواع على الأقل:
1. ليفي لاصق (كتلة كثيفة: يتسبب التفاعل الكيميائي الشديد في تشكيل كتلة كثيفة مع ترسبات من الكالسيوم والتي تسد الثقب في النهاية)
2. تكيُّسي
3. عام
4. مُلتئم

## حالات مُصاحِبة
- التليف الكيسي[8]
- رتق الأمعاء
- رتق الشرج
- رتق اللفائفي
- رتق اللفائفي الصائمي

## التشخيص
في 20% من الأطفال الذين يولدون بالتهاب الصفاق بالعقي؛ يحدث القيء وتظهر الأمعاء متسعة على الأشعة السينية وهو ما يتطلب عملية جراحية.
في بعض الأحيان، يتم تشخيص التهاب الصفاق بالعقي بناءً على الموجات فوق الصوتية  قبل الولادة حيث يبدو كما تكلسات داخل الصفاق.

### ملامح التصوير الشعاعي

#### تصوير شعاعي عادي
قد تُظهِر الصور الشعاعية للبطن:
- تكلس بريتوني (داخل البطن)
- كتلة تحتوي على تكلس
- إذا كان الناتئ الغمدي مفتوحًا في وقت الانثقاب، فيمكن أن يُرى التكلس في كيس الصفن

#### الموجات فوق الصوتية
يتم تفريقه من الأسباب الأخرى للتكلس داخل الرحم عن طريق توزيعه البريتوني، وقد تُظهِر:

- استسقاء الجنين
- موه السلى
- زيادة محيط البطن
- قد تظهر أيضًا التشوهات المرتبطة بها مثل الأمعاء الجنينية المتوسعة و / أو تكيسات العقي الكاذبة
- قد تظهر المعدة المتوسعة بسبب العلوص

## العلاج وتقدُّم المرض
التعرف المبكر على الأسباب، والفيسيولوجيا المرضية والرعاية في فترة ما حول الولادة أمر هام لتحسين تقدم الحالة. أدى استمرار التقدم في إجراءات التشخيص قبل الولادة والرعاية بعد الولادة إلى انخفاض معدل الوفيات إلى أقل من 10٪
عندما تكون التكلسات معزولة، يصبح تقدم الحالة جيدًا والتدخل غير ضروري. حيث تُشفى حالات انثقاب الأمعاء تلقائيًا في الرحم. لذلك، في غياب الحالات المصاحبة الأخرى، تتم فقط متابعة التكلسات المعزولة بالموجات فوق الصوتية خلال فترة الحمل.

## المضاعفات
- استسقاء[16]
- انسداد الأمعاء نتيجة تكوُّن الحِزم الليفية اللاصقة
- تكون تكيسات العقي الكاذبة

## علم الأوبئة
تشير دراسات حديثي الولادة انتشار الحالة في 1 من كل 35000 ولادة حية.
يؤدي التهاب الصفاق بالعقي إلى الإصابة بالأمراض في فترة ما حول الولادة وإلى الوفيات التي تصل إلى 80٪ في مجال الرعاية الصحية في العالم الثالث.

## التاريخ
وُصِف التهاب الصفاق بالعقي لأول مرة في عام 1838 من قِبل كارل فون روكيتانسكي.

## وصلات خارجية
- Meconium ileus